# غرمورت نصرتي (مقاطعة دورة)
غرمورت نصرتي (بالفارسية: گرمورت نصرتی) هي قرية تقع في قسم كشكان الريفي (مقاطعة دورة) في إيران. يقدر عدد سكانها بـ 198 نسمة بحسب إحصاء 2016.